# Hitzone Best of 2000
TMF Hitzone Best of 2000 is een verzamelalbum. Het album, onderdeel van de serie Hitzone, werd op 24 november 2000 uitgegeven door de Nederlandse muziekzender TMF. TMF Hitzone Best of 2000 belandde op de 2e plaats in de Verzamelalbum Top 30 en wist deze positie een week te behouden. Het was het eerste album in de Hitzone-reeks dat niet de 1e plaats in deze hitlijst behaalde.

## Nummers
| Nr. | Titel                               | Uitvoerend artiest       | Duur |
| --- | ----------------------------------- | ------------------------ | ---- |
| 1.  | Wêr bisto                           | Twarres                  | 3:43 |
| 2.  | Binnen                              | Marco Borsato            | 4:35 |
| 3.  | Life Is a Rollercoaster             | Ronan Keating            | 3:53 |
| 4.  | Lady (Hear Me Tonight)              | Modjo                    | 3:44 |
| 5.  | Fill Me In                          | Craig David              | 3:51 |
| 6.  | Hier                                | BLØF                     | 4:06 |
| 7.  | Hart van mijn gevoel                | De Kast                  | 4:28 |
| 8.  | I Turn to You                       | Melanie C                | 4:11 |
| 9.  | What a Girl Wants                   | Christina Aguilera       | 3:21 |
| 10. | Thong Song                          | Sisqó                    | 4:05 |
| 11. | Superstring                         | Cygnus X                 | 3:07 |
| 12. | Show Me the Meaning of Being Lonely | Backstreet Boys          | 3:54 |
| 13. | Bring It All Back                   | S Club 7                 | 3:29 |
| 14. | Once Upon a Time                    | Montell Jordan           | 4:33 |
| 15. | He Wasn't Man Enough                | Toni Braxton             | 4:00 |
| 16. | Hide U                              | Kosheen                  | 3:55 |
| 17. | De bom                              | Postmen m.m.v. Def Rhymz | 3:55 |
| 18. | Keep On Movin'                      | 5ive                     | 3:17 |
| 19. | Love Come Home                      | DJ Jean                  | 3:42 |
| 20. | Sandstorm                           | Darude                   | 3:47 |

| Nr. | Titel                                  | Uitvoerend artiest    | Duur |
| --- | -------------------------------------- | --------------------- | ---- |
| 1.  | Que sí, que no                         | Jody Bernal           | 3:12 |
| 2.  | Rock DJ                                | Robbie Williams       | 4:15 |
| 3.  | Say It Isn't So                        | Bon Jovi              | 3:33 |
| 4.  | Onderweg                               | Abel                  | 3:07 |
| 5.  | I Will Keep My Head Down               | Kane                  | 4:29 |
| 6.  | Oops!... I Did It Again                | Britney Spears        | 3:31 |
| 7.  | Michel                                 | Anouk                 | 4:08 |
| 8.  | If I Could Turn Back the Hands of Time | R. Kelly              | 4:57 |
| 9.  | Kiss (When the Sun Don't Shine)        | Vengaboys             | 3:32 |
| 10. | Be With You                            | Enrique Iglesias      | 3:39 |
| 11. | Jumpin', Jumpin'                       | Destiny's Child       | 3:48 |
| 12. | La Bomba                               | King África           | 3:19 |
| 13. | Doekoe                                 | Def Rhymz             | 3:49 |
| 14. | Drop It                                | Scoop                 | 3:42 |
| 15. | There You Go                           | P!nk                  | 3:25 |
| 16. | Kernkraft 400                          | Zombie Nation         | 3:28 |
| 17. | Watje                                  | Doe Maar              | 2:56 |
| 18. | Sex Bomb                               | Tom Jones & Mousse T. | 3:32 |
| 19. | Caught Out There                       | Kelis                 | 4:52 |
| 20. | Bye Bye Bye                            | *NSYNC                | 3:20 |
| 21. | Higher & Higher                        | DJ Jurgen             | 3:53 |